# Dactylopleustes obsolescens
Dactylopleustes obsolescens is een vlokreeftensoort uit de familie van de Pleustidae. De wetenschappelijke naam van de soort is voor het eerst geldig gepubliceerd in 1988 door Hirayama.